# Witold Biały
Witold Piotr Biały (ur. 27 lutego 1915 w Miodusach-Perkach, zm. 9 lipca 1986 w Ostrołęce) – polski ksiądz rzymskokatolicki, proboszcz w Chorzelach.

## Życiorys
Był synem Jana i Marianny z Mioduszewskich oraz bratankiem ks. Władysława Białego, proboszcza w Janowie, gdzie w 1929 ukończył szkołę podstawową. Świadectwo dojrzałości otrzymał w 1935 w Gimnazjum im. S. Wyspiańskiego w Mławie. Studiował do wybuchu wojny w Seminarium Duchownym w Płocku.
Święcenia kapłańskie otrzymał w Sandomierzu, 11 kwietnia 1942 z rąk bpa Jana Kantego Lorka. Był wikariuszem w parafii Bukowno w diecezji sandomierskiej. Po powrocie do diecezji płockiej pracował jako wikariusz i prefekt w parafiach Ciechanów i Pułtusk oraz proboszcz – w parafiach Szwelice (1950-1963) i Chorzele, gdzie był dziekanem (1963-1986). Przez kilka miesięcy sprawował też opiekę duszpasterską w Janowie po śmierci ks. Józefa Batoga. W trudnych warunkach zbudował w Szwelicach kościół parafialny, rozpoczął też budowę kościoła filialnego w Połoni. Biskup Tadeusz Paweł Zakrzewski mianował go w 1961 honorowym kanonikiem kapituły pułtuskiej, w 1985 odznaczony został na wniosek ówczesnego administratora apostolskiego Zygmunta Kamińskiego godnością kapelana honorowego Ojca Świętego. Ks. Biały był także członkiem różnych komisji diecezjalnych. Został pochowany na cmentarzu parafialnym w Chorzelach.